# Kuit (bier)
Kuit of kuitbier is een bier dat wordt gebrouwen uit voornamelijk gemoute haver, een kleiner deel gerst en een nog kleiner deel tarwe. In tegenstelling tot gruitbier worden de kuitbieren niet op smaak gebracht met een kruidenmengsel (gruit).

## Geschiedenis
Kuit werd eind 14e eeuw onder andere genoemd in een Utrechtse verordening van 17 Augustus 1397:
1. Wie koeyt tappede voer Hamborger bier, die verboerde V (5 Vlaamse placke), also dicke alst yemand dede.
2. Ende wie koeyt tapt, die en zel gheen Hamborgher tappen, bi denzelven koer voerscreven.
Direct in de allereerste bronnen werd dus de relatie met het Hamburger bier gelegd waar toen net een verandering van recept had plaats gevonden. In plaats van een deel van de haver werd nu ook gerst gebruikt. In Hollandse steden als Delft, Gouda en Haarlem werd het in grote hoeveelheden geproduceerd en drukte het andere biersoorten uit de markt. Ook in het noorden van het huidige Duitsland werd kuit gebrouwen.
Ook elders in de Nederlanden won kuit aan populariteit. Kuit werd geëxporteerd naar Vlaamse en Brabantse steden, waar het een grote afzetmarkt vond. Kuit werd dermate populair en algemeen dat het op veel plaatsen niet langer kuit maar gewoon bier werd genoemd. Toch zijn er ruim voldoende bronnen waarin het wél bij naam wordt genoemd in een van de vele spellingen. Naast de vele spellingswijzen zijn er afgeleiden zoals dikbier en knol of ook wel dubbele kuit.
Typerend voor kuit is bijvoorbeeld deze ordonnantie uit Utrecht van het jaar 1433: Vander Koyten. Selmen brouwen dubbelde koyte, elc brout XVIII grove vate, als elc vat van X eymeren, die maken XXII½ smaell vate. Ende dair sellen sij in verbrouwen ende in laten XII mudde haveren, VI mudde garsten ende drije mudde weyts. Graanverhouding is hier dus 12 haver - 6 gerst - 3 tarwe.
Vrij snel verspreide het zich over de gehele Lage Landen waaronder Leuven 1460 (‘op dat des Stads Accysen van den dicken biere oft Coyten’).
In het Antwerpen van 1468 werd nog steeds de relatie met het Hamburgse bier verwoord in een bepaling waarbij het ‘de poorters van Antwerpen verboden is, dase geen hamberger bier duyrer tappen mogen dan keute’. In Antwerpen bleef kuit tot in de 17e eeuw bestaan in vrijwel onveranderde, maar wel steeds iets wisselende vorm. Zo komt er in 1617 een ‘nieuwe’ regeling voor een brouwsel (pegel): Koyte per 30 vaten bier: 6 viertel tarwe, 10 viertel gerst, 12 viertel haver.
Op dat punt in de tijd had kuit dus al een aantal eeuwen en zeer vele generaties bestaan, maar ook daarna zien we het op verschillende plaatsen nog terug zoals in Westfalen in de stad Altena, Hamm en in Münster.
In het algemeen wordt het belang van deze biersoort onderschat; het heeft bijzonder lang bestaan en vormt aantoonbaar de basis en vertrekpunt van waaruit andere soorten zijn ontstaan. Late vermeldingen van kuit vinden we in de 18e, 19e en zelfs de vroege 20e eeuw, het had toen dus vijf eeuwen lang bestaan. Lange tijd was het kuitbier min of meer vergeten. De inzichten uit het eind van de twintigste eeuw zijn vandaag echter achterhaald: het kuit was een innovatief bier dat met hop werd gebrouwen.

## Kenmerken
Voor kuit worden verschillende graansoorten gebruikt. De smaak van kuitbier wijkt dan ook af van wat men tegenwoordig van bier gewend is. Het gebruik van gerst is algemeen, voor witbier wordt vooral Tarwe gebruikt, maar een groot aandeel van haver in de stort is vrij ongebruikelijk. Witbier kent traditioneel een klein percentage haver in de stort, evenals bijvoorbeeld Oatmeal Stout. In vroeger tijden echter was juist haver in Nederland gebruikelijk; het was een stuk goedkoper dan gerst. Haver werd veel verbouwd op de algemeen voorkomende arme zandgronden. Voor het Groningse Kluinbier werd vooral gerst en minder haver gebruikt. In het noorden werd veel gerst verbouwd op de vruchtbare zeekleigonden.
Haver heeft echter relatief meer kafjes en compenseert het ontbreken daarvan bij tarwe. Hierdoor ontstaat een makkelijk te filteren beslag. Bovendien verdraagt de amylase van haver hogere temperaturen dan die van gerst, wat in vroeger eeuwen gunstig was. Haver voegt een zoete smaakcomponent toe en is makkelijk te vermouten.
Kuit is vandaag de dag moeilijker te maken, omdat de tegenwoordige haverrassen zijn veredeld, waarbij werd geselecteerd op β-glucanen. Die worden als gezond beschouwd, maar zijn bij het brouwproces juist minder gewenst. In het verleden bestond er een soort brouwhaver, een haverras met een dikkere korrel en een hoger soortelijk gewicht dan de tegenwoordige haverrassen. Dit voormalige gewas - en zelfs exportproduct - is echter verdwenen.
Het kuitbier geniet momenteel weer een redelijke populariteit en is door de Campagne Nederlandse Bierstijlen uitgewerkt in een stijlvoorschrift. Sinds de opleving is Kuit inmiddels als enige Nederlandse bierstijl opgenomen in de lijst van bierstijlen van de Amerikaanse Brewers Association.